# Greenwood (Delaware)
Greenwood ist ein US-amerikanischer Ort im Sussex County im US-Bundesstaat Delaware. Das U.S. Census Bureau hat bei der Volkszählung 2020 eine Einwohnerzahl von 990 ermittelt. Nach wie vor ist Greenwood eher dörflich geprägt, nur im Sommer ist es dort lebhafter, wenn Touristen zum nahen Strand durchfahren.

## Geschichte
Historische Quellen terminieren die Gründung Greenwoods auf das Jahr 1858. Der Ort wurde nach den ihm umgebenden Stechpalmen benannt. 1858 wurde der Bau der Delaware-Eisenbahn durch Northwest Fork Hundred, einem primär landwirtschaftlichem Bezirk in der Kolonialzeit, abgeschlossen. Der Bahnhof und die Stadt befanden sich im Besitz von Simeon Pennewell. Die Verfassung der Stadt trat zum ersten Mal im Jahre 1901 in Kraft. Durch den Bahnhof wuchs Greenwood rasch zu einem gewerblichen Standort. Das Wachstum der Stadtbevölkerung wurde durch eine Vielzahl von kleinen Betrieben unterstützt. In den 1910er Jahren verlief eine zweite Bahnstrecke, die „Maryland, Delaware and Virginia short line“, von Osten nach Westen durch die Stadt. Trotz der vielfältigen Entwicklung blieb Greenwood eine Kleinstadt. 1887 lebten in der Stadt 250 Menschen, 1910 waren es 362 und 1920 etwa 500. Ein Feuer zerstörte Im Jahr 1928 eine Reihe von gewerblich genutzten Gebäuden in der Stadt und gab den Impuls, ein Wassersystem mit größerem Wasserspeicher für den Brandschutz zu konstruieren.

## Demografie
Greenwood hat etwa 840 Einwohner (Stand: Volkszählung 2000,) die in 335 Haushalten leben, von denen sich wiederum 221 im Stadtgebiet befinden. Die Bevölkerung setzt sich zusammen aus 75 % Weißen, 22,6 % afrikanischer Abstammung, ca. 1 % Asiaten. Etwa 1 % gehört mehr als einer Rasse an. Das Stadtgebiet hat eine Größe von 1,7 km².
In 38 % der 335 Haushalte lebten 2000 Kinder unter 18 Jahren mit einem durchschnittlichen Einkommen von 40.000 US-Dollar pro Jahr, in 41 % lebten verheiratete Paare ohne Kinder mit durchschnittlich 35.600 Dollar Einkommen. Die übrigen 21 % waren Single-Haushalte mit durchschnittlich 30.000 (männlich) bzw. 21.000 (weiblich) Dollar jährlichem Einkommen. 11,5 % lebten unterhalb der Armutsgrenze.
Die Alterspyramide war 2000 aufgebaut in 32 % der Bevölkerung unter 18 Jahren, 11 % 19 bis 24 Jahre, knapp 30 % 25 bis 44 Jahre, 15 % 45 bis 64 Jahre und knapp 13 % 65 Jahre und älter.

## Infrastruktur und Wirtschaft
Greenwood hat eine Polizeistation und mehrere, überwiegend auf den örtlichen Bedarf und den Tourismus ausgerichtete Gewerbebetriebe.

## Söhne und Töchter der Stadt
- Simeon S. Pennewill – Politiker und von 1909 bis 1913 Gouverneur des Bundesstaates Delaware
- Earle D. Willey – Politiker